# حسن حسن‌زاده (سیاست‌مدار)
حسن حسن‌زاده کاشمری (۱۳۲۶ – ۱۴۰۳) روحانی و نمایندهٔ حوزهٔ انتخابیهٔ کاشمر در نخستین دورهٔ انتخابات مجلس شورای اسلامی بود. حسن‌زاده توانست با اخذ ۳۱٫۳۷۷ رأی برابر با ۹۵٫۲۰ درصد آراء ماخوذه به مجلس راه یابد. رامپور صدر نبوی پیش از وی به‌عنوان نمایندهٔ حوزهٔ انتخابیهٔ کاشمر انتخاب شده بود که به‌دلیل اتهام به «عضویت در حزب رستاخیز و حضور در عکسی کنار محمدرضا پهلوی در خرداد ۱۳۵۷ خورشیدی» رد اعتبارنامه شد و حسن‌زاده جای او را گرفت.